# Tête nucléaire aéroportée
La tête nucléaire aéroportée (TNA) est une ogive thermonucléaire française d'une puissance maximale estimée à 300 kt, portée par le missile de croisière supersonique air-sol moyenne portée amélioré (ASMPA) d'une portée maximale estimée à 500 kilomètres. Les TNA, conçues et réalisées par la direction des applications militaires du CEA, équipent les forces aériennes stratégiques et la force aéronavale nucléaire qui constituent, avec la force océanique stratégique, deux des trois piliers de la force de dissuasion nucléaire française.
Son emploi éventuel est qualifié de « pré-stratégique » ou d'« ultime avertissement » précédant une frappe massive effectuée par les missiles balistiques M51 installés à bord des SNLE français.

## Utilisation
L'emploi éventuel de la tête nucléaire aéroportée est qualifié de « pré-stratégique » ou d'« ultime avertissement » précédant une frappe massive effectuée par les missiles balistiques M51 installés à bord des SNLE français. Au cours d'une table ronde organisée au Sénat en 2006, le chef d'état-major des armées avait indiqué que l'une des formes possibles de ce dernier avertissement pourrait être le tir d'une TNA à très haute altitude, qui n'engendrerait ni souffle ni retombées radioactives au sol, mais produirait une impulsion électromagnétique détruisant tous les composants informatiques et électroniques dans un rayon considérable.

## Caractéristiques
Les TNA renferment une charge thermonucléaire (bombe H) d'une puissance ajustable pouvant aller jusqu'à 300 kt, c'est-à-dire environ vingt fois la puissance de la bombe atomique ayant détruit Hiroshima en 1945. La charge utilisée est dite « robuste » : elle est moins optimisée que celle de la TN81, mais d'une fiabilité et d'une longévité améliorées. Sa technologie a bénéficié de l'ultime campagne d'essais nucléaires réalisée en 1995-96 à Mururoa et sa conception a été in fine validée par la simulation (radiographie éclair Airix, calculateurs TERA-10 et TERA-100) et n'a donc pas nécessité d'essai réel. C'est la première tête nucléaire au monde dont la sûreté et la fiabilité de fonctionnement ont été démontrées par ce moyen.

## Quantité et déploiement
Selon un article publié en 2009, la commande initiale aurait porté sur 47 ogives TNA et sur 79 missiles air-sol moyenne portée amélioré (ASMPA), leur vecteur d'une portée maximale estimée à 500 kilomètres, pour une livraison s'étendant de 2009 à 2011, planning qui a été respecté,.
Dans une conférence de presse tenue le 19 février 2015, le président Hollande a indiqué qu'à cette date la France disposait de 54 missiles ASMPA,.
La décision, annoncée par le président de la République le 21 mars 2008, de réduire d'un tiers la composante aéroportée, conduit à limiter l'équipement de l'Armée de l'air à un escadron de Rafale B F3 à la base aérienne 113 Saint-Dizier-Robinson et un escadron de Mirage 2000N K3 à la base aérienne 125 Istres-Le Tubé. Le retrait des derniers Mirage 2000N K3 a lieu le 21 juin 2018 et la transformation de l'Escadron de chasse 2/4 La Fayette sur Rafale F3 commence en 2018. Les ASMPA porteurs de la TNA sont également disponibles pour équiper les Rafale M F3 de la Marine nationale en dotation dans les flottilles 11F, 12F, et 17F depuis le retrait des Super Etendard le 12 juillet 2016

## Données classifiées
Les données figurant dans cet article ne peuvent qu'être indicatives car, comme le souligne un rapport d'information du Sénat, « [les] rapporteurs ont eu accès à la totalité des informations qu'ils ont souhaité obtenir concernant la fabrication, la puissance et les développements de ces têtes nucléaires. Ils ne peuvent en faire état compte tenu des règles de protection de l'information qui entourent ces données. »